# Kanton Puget-Théniers
Kanton Puget-Théniers (fr. Canton de Puget-Théniers) je francouzský kanton v departementu Alpes-Maritimes v regionu Provence-Alpes-Côte d'Azur. Tvoří ho devět obcí.

## Obce kantonu
- Ascros
- Auvare
- La Croix-sur-Roudoule
- La Penne
- Puget-Rostang
- Puget-Théniers
- Rigaud
- Saint-Antonin
- Saint-Léger